# Typhonia paraclasta
Typhonia paraclasta is een vlinder uit de familie van de zakjesdragers (Psychidae). De wetenschappelijke naam van de soort is, als Melasina paraclasta, voor het eerst geldig gepubliceerd in 1922 door Edward Meyrick. De combinatie in Typohonia werd in 2011 door Sobczyk gemaakt.

## Type
- type: niet gespecificeerd
- instituut: MNHN, Parijs, Frankrijk.
- typelocatie: "India, Madras, Surada".